# 二号橋駅
二号橋駅（にごうきょう-えき）は中華人民共和国天津市河東区に位置する天津地下鉄9号線の駅である。

## 駅構造
- 相対式ホーム2面2線の高架駅。ホームは3階、改札口は2階にある。

| ホーム (3F) | 相対式ホーム               |
| ホーム (3F) | ←■9号線 中山門・天津駅方面 |
| ホーム (3F) | ■9号線 泰達・東海路方面→   |
| ホーム (3F) | 相対式ホーム               |

## 歴史
- 2005年4月28日 - 開業。

## 隣の駅
- ■9号線

一号橋駅 - 二号橋駅 - （張貴荘駅 計画中） - 新立駅
座標: 北緯39度05分39秒 東経117度17分13秒 / 北緯39.0942度 東経117.287度